# Прачев, Василий Яковлевич
Василий Яковлевич Прачев (1916 год, село Новая Марковка, Воронежская губерния — дата и место смерти неизвестны) — колхозник, звеньевой колхоза «Победа», Герой Социалистического Труда (1949).

## Биография
Родился в 1916 году в селе Новая Марковка Воронежской губернии (сегодня — Кантемировский район Воронежской области). В 1930 году вступил в колхоз в Новой Марковке. В 1937 году переехал в Казахстан, где стал работать в колхозе «Победа» Георгиевского района Чимкентской области. С 1937 года по 1939 год служил в Красной Армии. После службы возвратился в колхоз «Победа». Участвовал в Великой Отечественной войне. После демобилизации в 1946 году возвратился в колхоз «Победа», в котором работал рядовым колхозником, позднее был назначен звеньевым полеводческого звена.
В 1948 году полеводческое звено под руководством Василия Прачева собрало с участка площадью 26 гектаров по 29 центнеров зерновых. За этот доблестный труд был удостоен в 1949 году звания Героя Социалистического Труда.

## Награды
- медаль «За отвагу» (30.4.1945)[1]
- Герой Социалистического Труда (Указ Президиума Верховного Совета СССР от 20 мая 1949 года)
- Орден Ленина (1949)
- Орден Отечественной войны II степени (23.12.1985)[2].